# Котелі (Логойський район)
Котелі — (біл. вёска  Кацялі), село (веска) в складі Логойського району розташоване в Мінській області Білорусі, підпорядковане Заріченській сільській раді.
Село Котелі розташоване в центральних районах Білорусі, у північній частині Мінської області - орієнтовне розташування [Архівовано 25 серпня 2011 у WebCite].